# مالك شحادة أحمد عبد الهادي
مالك شحادة أحمد عبد الهادي (بالإنجليزية: Malek Shehadeh Ahmad Abdelhadi)، المعروف أيضًا باسمه اليوناني أنجيلوس عبد الشانتي (باليونانية: Άγγελος Αμπντέλ Χαντί)، هو لاعب كرة قدم أردني من أصول يونانية، وُلد في 7 سبتمبر 1989 في اليونان. يشغل مركز خط الوسط الهجومي، ويلعب حاليًا في صفوف نادي ألميروس غازييو في الدوري اليوناني.
على الرغم من ولادته ونشأته في اليونان، اختار تمثيل المنتخب الوطني الأردني على المستوى الدولي، وشارك في عدد من المباريات مع المنتخب. يمتاز بأسلوب لعبه الفني وقدرته على صناعة اللعب، ما جعله من العناصر المميزة في خط الوسط في الأندية التي لعب لها.

## المسيرة الكروية

### السنوات المبكرة
وُلد عبد الشانتي في مدينة بيرغوس بمقاطعة إليس اليونانية، لأبٍ أردني وأمٍ يونانية. بدأ مسيرته الكروية في صفوف بانيلياكوس ضمن فئة الشباب في مسقط رأسه، ثم انتقل إلى العاصمة أثينا للالتحاق بـأكاديمية خوان رامون روشا لكرة القدم.
في عام 2008، وقّع عقده الاحترافي الأول خارج اليونان، عندما انضم إلى نادي AS Trenčín المشارك في الدوري السلوفاكي الممتاز (كورجون ليغا)، حيث خاض 11 مباراة خلال موسمه الأول. بعد هبوط النادي إلى الدرجة الثانية، واصل اللعب معه لموسم آخر قبل أن يعود إلى اليونان في يناير 2010.
عاد عبد الشانتي إلى بلاده الأم ليلتحق بنادي أولمبياكوس خيرسونيسوس في دوري غاما إثنيكي (الدرجة الثالثة اليونانية)، ووقع عقدًا احترافيًا لمدة ستة أشهر.

### إرغوتيليس
بعد أن أثار إعجاب الجميع بأدائه في دوري غاما إثنيكي مع نادي أولمبياكوس خيرسونيسوس، وقّع مالك شحادة (أنجيلوس عبد الشانتي) عقدًا لمدة خمس سنوات في صيف عام 2010 مع نادي إرغوتيليس أحد أندية الدوري اليوناني الممتاز. خلال الموسمين الأولين، واجه صعوبة في فرض نفسه كلاعب أساسي، غير أنه تمكّن تدريجيًا من نيل ثقة الجهاز الفني، وأصبح عنصرًا مهمًا في التشكيلة الأساسية للنادي، خاصة خلال مشاركته في الدوري الممتاز موسم 2012–2013.
شارك مع إرغوتيليس في 34 مباراة بالدوري خلال تلك الفترة، وسجل 4 أهداف، مسهمًا بشكل مباشر في احتلال النادي المركز الثاني وتحقيق العودة السريعة إلى الدوري الممتاز. واصل اللعب مع الفريق الكريتي لموسمين آخرين في الدرجة الأولى، وتم اختياره نائبًا لقائد الفريق خلال موسمه الأخير.
في صيف عام 2015، وبعد هبوط إرغوتيليس مجددًا إلى دوري الدرجة الثانية، قرر شحادة الانتقال إلى نادٍ آخر لمواصلة مسيرته الاحترافية. وبحصيلة إجمالية، خاض 102 مباراة وسجل 11 هدفًا في جميع المسابقات خلال فترته مع النادي التي امتدت لخمس سنوات.

### إيراكليس
في يونيو 2015، انضم مالك شحادة (أنجيلوس عبد الشانتي) إلى صفوف نادي إيراكليس، الذي كان قد صعد حديثًا إلى الدوري اليوناني الممتاز، وذلك بعقدٍ يمتد لعامين. جاء هذا الانتقال في سياق سعي اللاعب لمواصلة اللعب على أعلى المستويات بعد رحيله عن إرغوتيليس.
ورغم الآمال المعقودة عليه، لم يحظَ شانتي بوقت لعب كافٍ خلال النصف الأول من الموسم، مما أدى إلى فسخ عقده بالتراضي مع النادي في يناير 2016. مثّل هذا القرار نهاية قصيرة لمحطته مع إيراكليس، وفتح الباب أمامه للبحث عن فرص جديدة في مسيرته الكروية.

### أوفي
بعد مغادرة نادي إيراكليس، عاد مالك شحادة (أنجيلوس عبد الشانتي) إلى جزيرة كريت، حيث وقع عقدًا مع ناديه السابق OFI، الذي كان ينشط حينها في دوري جاما إثنيكي، وهو المستوى الثالث في نظام الدوري اليوناني لكرة القدم. قدم شانتي أداءً لافتًا، مسهمًا في عودة النادي إلى القمة من خلال تسجيل 4 أهداف في 14 مباراة، ما ساعد الفريق على الفوز ببطولة المجموعة الرابعة والتأهل إلى مستويات أعلى.
واصل شانتي أداءه القوي، وأصبح لاعبًا أساسيًا خلال الموسمين التاليين، حيث شارك مع OFI في مسيرته نحو الصعود مجددًا إلى الدوري اليوناني الممتاز. لم يمر تألقه دون أن يُلاحَظ، حيث تلقى في ديسمبر 2017 أول استدعاء رسمي لتمثيل المنتخب الوطني الأردني لكرة القدم، ما مثّل محطة بارزة في مسيرته الدولية.
إلا أن النادي دخل في أزمة مالية حادة في أواخر عام 2017، وبعد عدة أشهر من عدم تسديد الأجور، قرر شانتي فسخ عقده في يناير 2018، حيث رفع دعوى رسمية ضد النادي لاسترداد مستحقاته المالية.

### أريس
في 29 يناير 2018، بعد تجربة قصيرة في ألبانيا، عاد أنجيلوس عبد الشانتي إلى اليونان ووقّع عقدًا مع نادي أريس ثيسالونيكي، أحد المنافسين على لقب دوري الدرجة الثانية اليوناني (Football League)، وذلك حتى نهاية الموسم.
في 12 مارس 2018، أحرز شانتي هدفه الأول مع النادي من ركلة حرة مباشرة، خلال مباراة الفوز بنتيجة 3–0 على ملعبه ضد ناديه السابق إرغوتيليس، مؤكدًا بذلك مساهمته الهجومية في مسيرة الفريق نحو الصعود.

### أيتيتوس سباتا
في 10 سبتمبر 2018، وقع أنجيلوس عبد الشانتي عقدًا مع نادي أيتيتوس سباتا، الذي صعد حديثًا إلى دوري الدرجة الثانية اليوناني، في صفقة انتقال حرّ بدون مقابل مالي.

### القوات الجوية جيروكاستر
في 24 يناير 2018، انتقل أنجيلوس عبد الشانتي إلى ألبانيا، حيث وقّع عقدًا احترافيًا مع نادي لوفتاري غيروكاستر، أحد أندية الدوري الألباني الممتاز. جاء هذا الانتقال بعد فسخه عقده مع نادي OFI كريت بسبب مشاكل مالية، ليخوض بذلك تجربة جديدة خارج اليونان، ويواصل مشواره الكروي على المستوى الدولي.

## المسيرة الدولية
نظرًا لحمله الجنسية اليونانية والأردنية، كان أنجيلوس عبد الشانتي مؤهلاً لتمثيل أي من المنتخبين الوطنيين. وفي 7 ديسمبر 2017، تلقى دعوة رسمية من الاتحاد الأردني لكرة القدم، وافق على إثرها على تمثيل منتخب الأردن على المستوى الدولي.
شارك لأول مرة بقميص المنتخب الأردني في 25 ديسمبر 2017 خلال مباراة ودية أمام منتخب ليبيا، انتهت بالتعادل الإيجابي 1–1، ليبدأ بذلك مشواره الدولي مع "النشامى".

## إحصائيات المهنة

### النادي
آخر تحديث matches played 30 May 2019
.

### دولي
| الأردن  | الأردن    | الأردن  |
| سنة     | التطبيقات | الأهداف |
| ------- | --------- | ------- |
| 2017    | 1         | 0       |
| 2018    | 4         | 1       |
| المجموع | 5         | 1       |

### الأهداف الدولية
| لا. | تاريخ         | مكان                                                          | الخصم                       | نتيجة | نتيجة | مسابقة |
| --- | ------------- | ------------------------------------------------------------- | --------------------------- | ----- | ----- | ------ |
| 1   | 15 يناير 2018 | ملعب مدينة زايد الرياضية ، أبو ظبي ، الإمارات العربية المتحدة | الدوري الدنماركي الحادي عشر | 1 –0  | 3-2   | ودي    |

## الأوسمة
أوفي
- جاما إثنيكي : 2015–16